# Saqueo de Baltimore

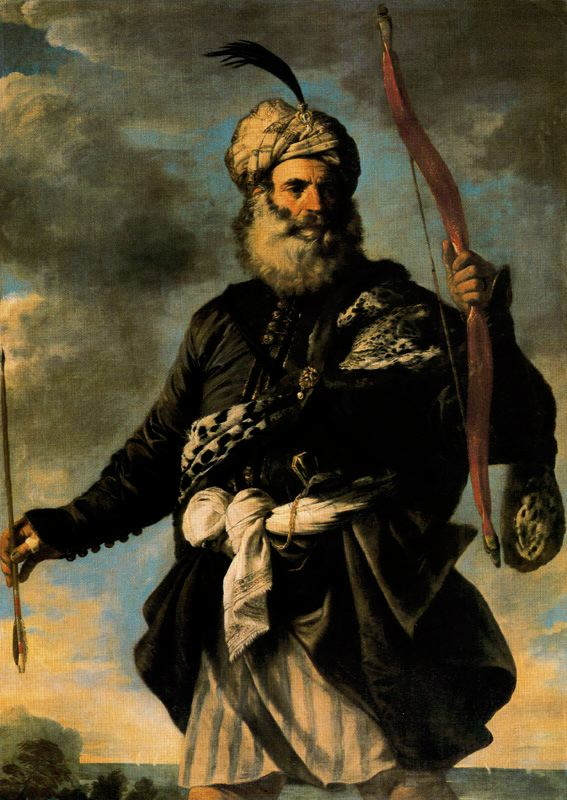
Jan Janszoon, óleo de Pier Francesco Mola. Óleo sobre lienzo (172 x 123 cm), Louvre.

El saqueo de Baltimore fue una incursión perpetrada en la madrugada del 19 de junio de 1631 por el corsario y renegado neerlandés Jan Janszoon (alias Murat Reis), en el pequeño pueblo irlandés de Baltimore, Cork, al sur del país, en la cual fueron capturadas 107 habitantes que fueron llevados como esclavos.
Llegado desde su base en Argel, donde estaba al servicio de la República de Salé, Janszoon, a mando de unos 200 hombres a bordo de dos jabeques, tenía probablemente previsto atacar Kinsale, pero el patrón de uno de los barcos que había capturado durante el viaje le convenció de que sería más fácil atacar Baltimore, por no tener este último defensa alguna y les llevó allí a cambio de su libertad.

## Contexto
A lo largo de la primera mitad del siglo XVII, aparte de sus hazañas en el Mediterráneo, los piratas berberiscas también habían capturado alrededor de 500 barcos en las costas de las islas británicas (entre 1609 y 1616 fueron capturados 466, además de 27 naves capturadas cerca de Plymouth en 1625), llegando incluso a atacar pueblos de, sobre todo, Devon y Cornualles. En la segunda mitad del siglo, entre 1677 y 1680, fueron capurados 160 naves británicos, con entre 7000 y 9000 personas llevadas como eslavos.